# Puente del Alamillo
 Most Alamillo (špansko: Puente del Alamillo)  je most v Sevilli, Andaluzija (Španija), ki se razteza čez kanal Alfonza XIII., in omogoča dostop do La Cartuja, polotoka med kanalom in reko Guadalquivir. Most je bil zgrajen kot del izboljšav infrastrukture za Expo 92, ki je potekal na velikih kmetijah banan na otoku. Gradnja mostu se je začela leta 1989 in je bila končana leta 1992, most je zasnoval Santiago Calatrava.
Most je tip mostu s poševnimi zategami in je sestavljen iz enega samega pilona, 200 m razpona, s trinajstimi kabli (zategami). Prvotni namen je bil zgraditi dva simetrična mostova na obeh straneh otoka, a se je na koncu Alamillo kot edini izkazal za najbolj presenetljivega.
Most Alamillo je bil zgrajen več kot spomenik, je inženirska umetnina. Naslonjen na samo en pilon je zelo sugestiven, da je most podprt izključno s kabli sproža polemiko, da je voziščna konstrukcija večinoma samonosna, saj se napetost v kablih zdi nižja, kot bi bilo pričakovati. Da postane dober primer inženirske umetnine, mora biti most biti uspešen tudi pri načrtovanju inženirske strukturne. Most Alamillo pa nima načel učinkovitosti in gospodarnosti.
Cilj je bil ustvariti most simbolnega pomena brez ekonomskih omejitev pri gradnji. Ta most je predstavljal naraščajočo težnjo mesta Sevilla v pripravah na Expo '92 in je viden z vrha Giralde, nekdanjega minareta, ki predstavlja sentimentalni simbol mesta, ki povezuje preteklost in sedanjost Seville. Podobno kot na Brooklynskem mostu, ima povišan hodnik za pešce. Poleg tega ima most Alamillo na vrhu pilona razgledno ploščad, dostopno iz zaprtega stopnišča.
Puente del Alamillo je edini most, ki je uravnotežen izključno z dodanimi utežmi, ki ne potrebujejo nobene vrste vzvratnih sidrišč. Pod mostom je 54 jeklenih pilotov, vendar delujejo pasivno pod pilonom samo kot temelj.
Calatravova Sundial Bridge v Reddingu v Kaliforniji (2004), in Chords Bridge v Jeruzalemu, sta oblikovana podobno kot most Alamillo.